# Jovana Stevanović
Jovana Stevanović (serbisch-kyrillisch Јована Стевановић; * 30. Juni 1992 in Belgrad) ist eine serbische Volleyballspielerin.

## Karriere
Jovana Stevanović spielte von 2011 bis 2018 in der serbischen Nationalmannschaft auf der Mittelblockposition. Sie gewann bei den Olympischen Spielen 2016 in Rio de Janeiro die Silbermedaille und wurde 2018 Weltmeisterin in Japan. Außerdem wurde Stevanović 2015 Zweite im Weltpokal und 2017 Europameisterin. Stevanović spielte für OK Roter Stern Belgrad (viermal nationales Double), für Pomi Casalmaggiore (italienische Meisterschaft und Sieg Champions League) und seit 2018 für Pallavolo Scandicci.